# Martin Luther King-priset
Martin Luther King-priset instiftades på Martin Luther King-dagen i januari 2004 på initiativ av riksdagsledamoten Joe Frans (s) och drivs av Equmeniakyrkan (tidigare Svenska Baptistsamfundet), Sveriges kristna råd och Kristna Fredsrörelsen. Tidigare var även Socialdemokrater för tro och solidaritet samt Afrosvenskarnas riksförbund huvudmän.
Priset som delas ut varje år på Martin Luther King-dagen skall tillfalla en person som agerat i Martin Luther Kings anda, det vill säga arbetat för fred, icke-våld, frihet, rättvisa, jämlikhet och solidaritet. Priset delas ut sen 2005 i Stockholm på Martin Luther King-dagen som firas varje år tredje måndagen i januari.
Pristagaren får ett diplom, en biografi om Martin Luther King samt en varierande prissumma beroende på årets sponsorer. Prissumman är cirka 25 000 kronor.

## Pristagare
- 2005 – Mikael Wiehe, musiker, sångare, textförfattare och kompositör.
- 2006 – Michael Williams, flyktingkonsulent inom Västerås stift.
- 2007 – Lian H Sakhong, burmesisk exilledare, Uppsala.
- 2008 – Margareta Ingelstam, fredsarbetare, Bromma.
- 2009 – Mariam Osman Sherifay, riksdagsledamot, Sundbyberg.
- 2010 – Jason Diakité musiker, artist och textförfattare från Lund.
- 2011 – Annika Spalde, diakon, fredsaktivist, sjuksköterska och författare från Mjölby.
- 2012 – Mehdi Gharbi, redaktör från Sollentuna.
- 2013 – Maj Britt Theorin, fredskämpe och fd europaparlamentariker.
- 2014 – Martin Smedjeback, ickevåldsutbildare och grundare av Ickevåldssmedjan.
- 2015 – Anna Libietis, svenska med baby
- 2016 – Malena Ernman, operasångerska
- 2017 – Martin Schibbye, journalist
- 2018 – Fatemeh Khavari, ung i Sverige[2]
- 2019 – Domino Kai, enhetschef Romano Center Väst[3]
- 2020 – Extinction Rebellion Sverige, global klimatrörelse[4]
- 2021 – Goda Grannar, samverkans- och integrationsprojekt[5]
- 2022 – Nicolas Lunabba, samverkans- och integrationsprojekt[6]
- 2023 – Pella Thiel, ekolog[7]
- 2024 – Christer Mattsson, forskare och lärare[8]
- 2025 – Kollektiv Sorg[9]